# 横浜ニューテアトル
横浜ニューテアトル（よこはまニューテアトル）は、横浜市中区伊勢佐木町にあった映画館である。若葉町のシネマ・ジャック&ベティ、長者町の横浜シネマリンとともに、伊勢佐木町周辺で営業を続けたミニシアターの一つ。

## 歴史
1955年（昭和30年）4月20日、東京テアトルの直営館「テアトル横浜」としてオープン。開館公演は、アルフレッド・ヒッチコック監督によるアメリカ映画『ダイヤルMを廻せ!』であった。1972年（昭和47年）7月、現在の代表の先代が経営を引き継いだ際に、「横浜ニューテアトル」に館名を改め、洋画の二本立て興行を行う松竹系二番館となった。最盛期の伊勢佐木町には松竹系の映画館が5館あり、本館は主に東劇系の作品を上映したが、松竹セントラルの閉館に伴い東劇が東急洋画系の作品を扱うようになった頃からは、ドキュメンタリー映画『スーパーサイズ・ミー』を上映するなど個性的なラインナップに舵を切った。
オーナーの健康上の理由等により、2018年（平成30年）6月1日を以って営業を終了した。最終上映は『ヨコハマメリー』。

## 上映作品
2000年代以降、数々の個性的なドキュメンタリー映画を上映したことが特筆される。伊勢佐木町の伝説の娼婦メリーさんの半生を描いた2006年公開の『ヨコハマメリー』は話題作となり、劇場の外まで列ができた。2008年公開の『靖国 YASUKUNI』は、ポスターによる上映告知がされると街宣右翼の抗議行動が起き、上映断念を余儀なくされた。捕鯨問題をテーマにした『ザ・コーヴ』上映時にも反対する団体による抗議行動が行われたが、上映を支持する市民の動きもあり、厳戒態勢の中で上映が実施された。
アニメーション監督の片渕須直は本館との関わりが深く、2018年の閉館に際したお別れイベントとして、5月27日に『この世界の片隅に』『マイマイ新子と千年の魔法』の上映と舞台挨拶が行われた。

## 設備
関内駅方面からイセザキモールを歩くと右手にある、磯丸水産などが入るビルの地下に位置していた。
映写装置は2014年4月にデジタル映写機が導入され、音響システムはSRD-EXが採用されていた。